# (10670) Seminozhenko
(10670) Seminozhenko es un asteroide perteneciente al cinturón de asteroides, región del sistema solar que se encuentra entre las órbitas de Marte y Júpiter.
Fue descubierto el 14 de agosto de 1977 por Nikolái Stepánovich Chernyj desde el Observatorio Astrofísico de Crimea.

## Designación y nombre
Designado provisionalmente como 1977 PP1 fue nombrado así en honor a Vladimir Petrovich Seminozhenko (n. 1950),  físico ucraniano conocido por su investigación sobre la cinética de excitación en superconductores y semiconductores y sobre la superconductividad a alta temperatura.

## Características orbitales
Seminozhenko está situado a una distancia media del Sol de 2,748 ua, pudiendo alejarse hasta 3,037 ua y acercarse hasta 2,459 ua. Su excentricidad es 0,105 y la inclinación orbital 5,042 grados. Emplea 1663,99 días en completar una órbita alrededor del Sol.

## Características físicas
La magnitud absoluta de Seminozhenko es 13,52. Tiene 11,862 km de diámetro y su albedo se estima en 0,056.